# ピー・ウィー・キング
芸名のピー・ウィー・キング (Pee Wee King) として知られた、ジュリアス・フランク・アンソニー・クジンスキ（Julius Frank Anthony Kuczynski、1914年2月18日 - 2000年3月7日）は、特に「テネシーワルツ」の共作者のひとりとして有名な、アメリカ合衆国のカントリー・ミュージックのソングライター、レコーディング・アーティスト。

## 経歴
ウィスコンシン州エイブラムスのポーランド系アメリカ人の一家に生まれ、エイブラムで育った。プロのポルカ・ミュージシャンだった父から、フィドルを教えられた。1930年代には、既に各地の興行に出演し、ジーン・オートリーとの共演でカウボーイ映画に出演するなどしていた。1937年、キングは『グランド・オール・オプリ』の出演陣に加わった。
1946年、ザ・ゴールデン・ウェスト・カウボーイズ (the Golden West Cowboys) のバンドリーダーとなっていたキングは、バンドのボーカリストだったレッド・スチュワートとの共作で、「テネシーワルツ」を作曲したが、これは、ブルーグラス・ミュージシャンのビル・モンローが書いた「ケンタッキー・ワルツ (Kentucky Waltz)」に触発されて書いたものであった。キングとスチュワートは、1948年に「テネシーワルツ」を初めて吹き込み、以降この曲はカントリー・ミュージックのスタンダード曲となった。
キングのおもな楽曲には、このほか「スロー・ポーク (Slow Poke)」と「ユー・ビロング・トゥ・ミー (You Belong to Me)」もあり、この2曲はチルトン・プライス、レッド・スチュワートとの連名でクレジットされている。キングの作品には、ワルツ、ポルカ、カウボーイ・ソングから、カントリー・ミュージックまでが含まれている。
キングは、自分たちの公演ではドラムスやトランペットをバンド編成に盛り込んでいたが、『グランド・オール・オプリ』における演奏ではこれらを使うことが認められなかった。キングは『グランド・オール・オプリ』に出演する際も自分たちのバンドのサウンドを変えることを拒み、その後、（1945年にオプリでの禁止に逆らったボブ・ウィルスとともに）
カントリー・ミュージックにおけるドラムスの導入や普及を進めた先駆者のひとりとなり、さらに管楽器、アコーディオンや、ペダルスティール・ギターなどの電気楽器類を、カントリー界で権威のある『オプリ』に持ち込んだ 。キングのバンドは、ステージ上で踊ったり、ヌーディ・コーン特注の「ラインストーン・カウボーイ」の衣装でで『オプリ』に出演して、ナッシュビルやカントリー界にこれが広まり、後にはエルヴィス・プレスリーも同様の衣装を用いる契機となった。

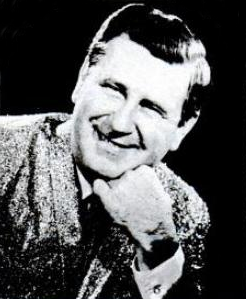
1970年撮影

1970年、キングはナッシュビル・ソングライターの殿堂の、1974年にはカントリー・ミュージックの殿堂の、殿堂入りを果たした。
キングは、プロデューサーであるランドール・フランクスとアラン・オートリーとともに、テレビ番組『In the Heat of the Night』の出演者たちによるCD『Christmas Time’s A Comin』で、「ジングルベル」を演奏し、特に南部諸州の小売業者の間では1991年盤と1992年盤が、クリスマス・アルバムとして最も人気のある部類となった。
キングは、心筋梗塞のために、ケンタッキー州ルイビルにおいて、86歳で死去した。

## ディスコグラフィ

### アルバム
- Pee Wee King, RCA Victor, 1954
- Waltzes, RCA Victor, 1955
- Swing West, RCA Victor, 1956
- Country Barn Dance, Camden, 1965
- Ballroom King, Detour, 1982
- Hog Wild Too!, Zu Zazz, 1990
- Pee Wee King and His Golden West Cowboys (6-CD box set), Bear Family, 1995
- Pee Wee King's Country Hoedown (live radio performances), Bloodshot, 1999

### シングル
| 年   | シングル                           | チャート最高位 | チャート最高位 |
| 年   | シングル                           | USカントリー   | USポップ       |
| ---- | ---------------------------------- | -------------- | -------------- |
| 1948 | テネシーワルツ ("Tennessee Waltz") | 3              |                |
| 1949 | "Tennessee Tears"                  | 12             |                |
| 1949 | "Tennessee Polka"                  | 3              |                |
| 1950 | "Bonaparte's Retreat"              | 10             |                |
| 1951 | "Tennessee Waltz" (re-release)     | 6              |                |
| 1951 | "Slow Poke"                        | 1              | 1              |
| 1952 | "Silver and Gold"                  | 5              | 18             |
| 1952 | "Busybody"                         | 8              | 27             |
| 1954 | "Changing Partners"                | 4              |                |
| 1954 | "Bimbo"                            | 9              |                |
| 1954 | "Backward, Turn Backward"          | 15             |                |